# Fontaine-la-Louvet
Fontaine-la-Louvet är en kommun i departementet Eure i regionen Normandie i norra Frankrike. Kommunen ligger i kantonen Thiberville som tillhör arrondissementet Bernay. År 2022 hade Fontaine-la-Louvet 338 invånare.

## Befolkningsutveckling
Antalet invånare i kommunen Fontaine-la-Louvet
Referens:INSEE